# Игор Богданович
Игор Богданович е сръбски футболист и национален състезател на бивша Югославия. Играе на поста нападател и защитава цветовете на унгарския Дебрецен, като това е третият му престой в клуба. В България е носил екипа на Литекс Ловеч, с когото печели две шампионски титли. В ловешкия клуб го довежда сръбския специалист Драголюб Беклавац заедно със Златомир Загорчич и Драголюб Симонович, като това са първите чужденци, обличали екипа на Литекс. Игор Богданович става първият чужденец отбелязал хеттрик в историята на А група. В родината си се състезава предимно за скромни отбори, като най-много се задържа във Войводина, за когото отбелязва по 15 гола средно на сезон. През 2002 г. облича екипа на гранда Цървена звезда. Сезонът за Игор започва обащаващо, като той бележи в дербито с Партизан. Нелепа контузия го вади от строя за кратко време и след неговото възстановяване следва спад в състезателната му форма. Въпреки че в края на шампионата печели дубъл със „звездашите“, Богданович решава да напусне. Отбора на Литекс отново проявява интерес към него , но той подписва с унгарския Дебрецен. Следват два сезона в които печели шампионата на страната, както и Суперкупата. През 2006 облича екипа на турския Генчлербирлиги, но само след няколко месеца се връща отново в Дебрецен. Формата му обаче не е същата и следва преотстъпване първо в Хонвед, а после в Дьор ЕТО. От началото на 2008 за трети път облича екипа на бившия си тим Дебрецен. През същата година в мач от унгарския шампионат срещу Интеграл, Богданович за 50 минути отбелязва 4 гола при победата с 6:0. След края на шампионата е спряган като ново попълнение на варненския Черно море, но до трансфер не се стига.
За Националния отбор на бивша Югославия има записани седем участия, в които е отбелязал два гола. 
| ДАТА       | ОТБОР             | Рез. | МАЧ              | Гол |
| ---------- | ----------------- | ---- | ---------------- | --- |
| 31.5.1997  | Автотрейд Варна   | 5:0  | Б група          | 1   |
| 3.8.1997   | Миньор Пк.        | 2:0  | А група          | 1   |
| 27.9.1997  | Металург Пк.      | 4:0  | А група          | 1   |
| 25.4.1998  | Локомотив Сф.     | 3:0  | А група          | 1   |
| 29.4.1998  | Олимпик (Тетевен) | 3:0  | А група          | 3   |
| 22.8.1998  | Пирин Бл.         | 8:1  | А група          | 3   |
| 25.9.1998  | Локомотив Пд.     | 5:1  | А група          | 1   |
| 31.10.1998 | Родопа См.        | 3:1  | Купа на България | 1   |
| 14.11.1998 | Миньор Пк.        | 3:1  | А група          | 1   |

| № | ДАТА       | НАЦ.ОТБОР           | Рез. | ГОЛ |
| - | ---------- | ------------------- | ---- | --- |
| 1 | 2001/01/14 | Босна и Херцеговина | 1:1  | 0   |
| 2 | 2001/01/16 | Бангладеш           | 4:1  | 0   |
| 3 | 2001/01/20 | Румъния             | 2:0  | 1   |
| 4 | 2001/01/23 | Япония              | 1:0  | 0   |
| 5 | 2001/01/25 | Босна и Херцеговина | 2:0  | 1   |
| 6 | 2001/06/28 | Парагвай            | 0:2  | 0   |
| 7 | 2001/07/04 | Япония              | 0:1  | 0   |

## Успехи
Литекс Ловеч
- Шампион на България (2): 1997 – 98, 1998 – 99

 Цървена звезда
- Шампион на Сърбия (1): 2003 – 04
- Купа на Сърбия (1): 2003 – 04

 Дебрецен
- Шампион на Унгария (3): 2004 – 05, 2005 – 06, 2006 – 07
- Купа на Унгария (1) – 2008
- Суперкупа на Унгария (2):2005, 2006
  - Финалист (1) – 2008